# Ditrichophora triseta
Ditrichophora triseta är en tvåvingeart som beskrevs av Cresson 1934. Ditrichophora triseta ingår i släktet Ditrichophora och familjen vattenflugor. Inga underarter finns listade i Catalogue of Life.